# Françoise Mutel
Françoise Mutel, née le 18 août 1952, est une chef cuisinière française.
Le restaurant nancéien La Maison dans le parc dont elle est chef a eu une étoile au Guide Michelin de 2014 à 2019 inclus. Cela fait d'elle une des rares femmes à avoir été chef étoilées en France.

## Parcours
Marie-Françoise Mutel fait d'abord carrière dans le prêt-à-porter.
En 1983, Françoise et Gilles Mutel ouvrent le bar à vins le Ban des Vendanges à Nancy. Gilles, passionné des vins, est au bar. Françoise, en cuisine, propose de petits mets à grignoter et se rend compte que la clientèle est en attente de vrais repas.
En 1990, les Mutel tombent sous le charme d'un immeuble XIXe siècle rue Sainte-Catherine, à Nancy. Ils acquièrent la Maison dans le Parc. Gilles Mutel reconstitue une cave tandis que Françoise Mutel, autodidacte en cuisine, réalise des stages chez Alain Passard à l’Arpège et chez Flora Mikula à Paris, Marc Meneau à Vézelay, Lionel Lévy à Une Table au Sud à Marseille.
Françoise et Gilles Mutel ouvrent leur restaurant La Maison dans le parc en 2007. Françoise Mutel est chef, tandis que Gilles Mutel est en salle ainsi que sommelier.
En 2014, elle obtient une étoile au Guide Michelin.
En mars 2017, Françoise Mutel commence à déléguer les commandes de la cuisine à Jean-Charles Biebel. Sa fille Rosalie Mutel prend en charge la gestion administrative de l'établissement. Son mari Gilles Mutel décède en août 2017.
En janvier 2020, la Maison dans le parc perd l'étoile Michelin. En septembre 2020, Françoise Mutel quitte le restaurant tandis que les cuisines sont reprises par le chef Charles Coulombeau.

## Distinctions
- 2021 :  Chevalière de l'ordre national du Mérite, le 24 novembre 2021 [11]